# Banda presidencial de la Argentina

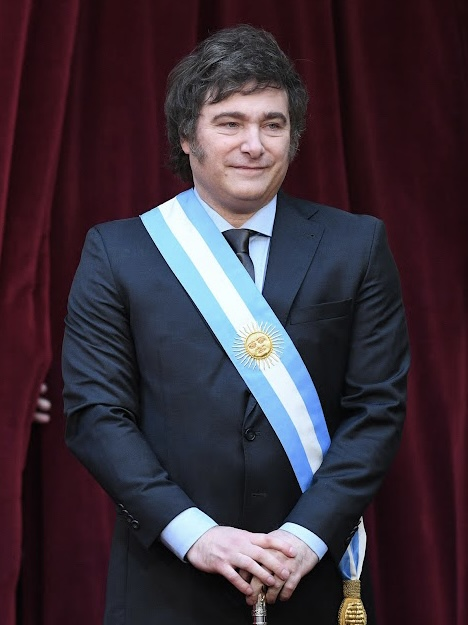
Javier Milei portando la banda presidencial.

La banda presidencial de la Argentina está regulada por el artículo nº 4 del Decreto Nacional nº 10302/1944. El texto de dicho artículo es la siguiente: 
Artículo 4º - La Banda que distingue al Jefe del Estado, autorizada por la Asamblea Constituyente en la Reforma del Estado Provisorio del Gobierno del 26 de enero de 1814 y alcanzada por la distinción del 25 de febrero de 1818, ostentará los mismos colores, en igual posición y el sol de la Bandera Oficial. Esta insignia terminará en una borla sin otro emblema.
Tanto el sol como la borla son confeccionados con hilos, con baño de oro, de óptima calidad y máxima inalterabilidad en el tiempo. Su confección es realizada por la Sastrería Militar del Ejército Argentino, desde 1897.
La hoja es de 10 cm de ancho con tres franjas del mismo ancho, con los colores cerúleo, blanco y cerúleo. Se hace en una sola pieza de tela hecha en ambos colores. Antes del decreto de 1944, existen diferentes modelos de Banda presidencial. Algunos de ellos tenía un escudo nacional en lugar de un sol.
La tela es de un gross seda, aunque la expresidenta Cristina Fernández recibió una banda de terciopelo por pedido especial.